# Puccinia tenella
Puccinia tenella ist eine Ständerpilzart aus der Ordnung der Rostpilze (Pucciniales). Der Pilz ist ein Endoparasit eines unbestimmten Bambusses. Symptome des Befalls durch die Art sind Rostflecken und Pusteln auf den Blattoberflächen der Wirtspflanzen. Sie ist ein Endemit Chinas.

## Merkmale

### Makroskopische Merkmale
Puccinia tenella ist mit bloßem Auge nur anhand der auf der Oberfläche des Wirtes hervortretenden Sporenlager zu erkennen. Sie wachsen in Nestern, die als gelbliche bis braune Flecken und Pusteln auf den Blattoberflächen erscheinen.

### Mikroskopische Merkmale
Das Myzel von Puccinia tenella wächst wie bei allen Puccinia-Arten interzellulär und bildet Saugfäden, die in das Speichergewebe des Wirtes wachsen. Aecien oder Spermogonien der Art sind nicht bekannt, gleiches gilt für Uredien und Uredosporen des Pilzes. Die blattunterseitig wachsenden Telien der Art sind schokoladenbraun und früh unbedeckt. Die gold- bis hell kastanienbraunen Teliosporen sind zweizellig, ellipsoid bis langellipsoid und 42–68 × 16–25 µm groß. Ihre Stiele sind farblos und bis zu 250 µm lang.

## Verbreitung
Das bekannte Verbreitungsgebiet von Puccinia tenella umfasst lediglich das chinesische Hongkong.

## Ökologie
Die Wirtspflanze von Puccinia tenella ist ein nicht näher bestimmter Bambus (Bambusoideae sp.). Der Pilz ernährt sich von den im Speichergewebe der Pflanzen vorhandenen Nährstoffen, seine Sporenlager brechen später durch die Blattoberfläche und setzen Sporen frei. Die Art verfügt über einen Entwicklungszyklus, von dem bislang lediglich Telien sowie deren Wirt bekannt sind; Uredien, Spermogonien und Aecien konnten dem Pilz nicht zugeordnet werden.